# Francisco Rodríguez Camusso
Abraham Francisco Rodríguez Camusso (1923 - 11 de septiembre de 2004) fue un político uruguayo.

## Familia
Casado con Laura Boero Brian, tuvieron un hijo, Fabio.

## Carrera política
Inicia su actividad política en el Partido Nacional; representando al mismo tuvo una dilatada trayectoria parlamentaria. 
En 1956, siendo diputado por el Movimiento Popular Nacionalista, participó en las intensas negociaciones que llevaron a la formación de la Unión Blanca Democrática, y con ella, al retorno del Nacionalismo Independiente al seno del Partido Nacional.
En 1959, con la instalación del primer colegiado blanco, fue Presidente de la Cámara de Diputados.
Fue Ministro de Salud Pública durante el segundo colegiado blanco.
En 1971 se convierte en fundador del Frente Amplio; resulta elegido senador en la lista 1001. 
Luego del retorno a la democracia vuelve a ser electo senador por la lista 10001, junto con Germán Araújo. 
En 1989 fue elegido diputado. Hacia 1994 se alejó del Frente Amplio.
Falleció en 2004, recibiendo honores como Ministro de Estado.

## Actuación como dirigente deportivo
Rodríguez Camusso actuó como dirigente del Club Nacional de Football.